# Killer's Kiss
Killer's Kiss is een Amerikaanse film noir uit 1955 van de Amerikaanse regisseur Stanley Kubrick, Kubrick, die ook deels het  scenario schreef, verzorgde zelfstandig het camerawerk en de montage. Het was Kubricks tweede speelfilm na Fear and Desire uit 1953. Deze productie zou leiden naar een aanbod om The Killing te regisseren voor MGM.

## Verhaal
Voor de 29-jarige professionele bokser Davey Gordon nadert het einde van zijn sportcarrière. Hij bereidt zich voor op een gevecht tegen Kid Rodriguez. Hij laat als hij zijn huis verlaat zijn oog vallen op danseres Gloria Price, die wordt opgehaald door haar baas Vincent Rapallo. Gordon hoort haar 's avonds thuis schreeuwen omdat Rapallo haar probeert aan te randen. Hij haast zich naar haar toe, maar Rapallo is al verdwenen. Hij blijft om haar te beschermen, maar Rapallo is een maffiabaas die geen nee accepteert en in Gordon niet meer ziet dan een hindernis die hij uit de weg moet ruimen om zijn zin te krijgen.

## Rolverdeling
| Acteur        | Personage       |
| ------------- | --------------- |
| Frank Silvera | Vincent Rapallo |
| Irene Kane    | Gloria Price    |
| Jamie Smith   | Davy Gordon     |
| Mike Dana     | Gangster        |
| Jerry Jarret  | Albert          |

## Achtergrond
Kubrick nam de gehele film op in de buurt van zijn eigen huis, op echt bestaande locaties in de New Yorkse wijk The Bronx. Hij financierde de productie deels van zijn eigen geld dat hij verdiende aan Fear and Desire, en deels met behulp van vrienden en familie, in totaal voor $75.000.

## Trivia
- Kubrick introduceert in Killer's Kis een stijlfiguur die later werd nagedaan in verscheidene andere films. In een van de laatste scenes zien we Rapallo die Gorden aan het achtervolgen is en probeert hem te vermoorden. Ze komen uit in een ruimte die is volgestopt met etalagepoppen. Rapallo pakt daar een bijl op waarmee hij Gordon probeert te vermoorden. Een soortgelijke scene is later opnieuw te zien in onder meer The Shining, de poppen tegen een zwarte achtergrond zien we terug in A Clockwork Orange.
- De scene met de etalagepoppen duurde twee weken om te filmen en er werd voor een bedrag van $15.000 aan etalagepoppen stukgemaakt.[1]